# Amphitrite (kunstwerk)
Het kunstwerk Amphitrite is een bronzen beeldengroep en fontein op het KNSM-eiland in Amsterdam-Oost, gemaakt door Albert Termote in 1956 voor de Koninklijke Nederlandse Stoomboot-Maatschappij (KNSM). Amphitrite is de naam van een Griekse zeegodin. De meeste schepen van de KNSM hadden namen ontleend aan de Griekse of Romeinse mythologie. Het kunstwerk is driemaal officieel onthuld op verschillende locaties in Amsterdam.

## Geschiedenis
De rederij KNSM, opgericht in 1856 en sinds 1903 gevestigd op het KNSM-eiland in het Oostelijk Havengebied van Amsterdam, vierde in 1956 haar eeuwfeest. Ter gelegenheid daarvan liet het personeel de beeldhouwer Albert Termote (1887-1978) een kunstwerk maken, dat aan de directie zou worden aangeboden. Duizenden personeelsleden en oud-werknemers betaalden er aan mee. De directie deelde in het enthousiasme en bood aan de kosten voor de aanleg van de vijver en de fundering op zich te nemen. Het beeld symboliseert daarmee de sterke band die tussen (oud-)KNSM'ers bestond.
Na goedkeuring van het ontwerp van Termote door de 'commissie voor het monument', werden de beelden gegoten bij bronsgieterij J.E. Stöxen uit Leiden. Het kunstwerk bestaat uit een groep van vier beelden, die uit het water omhoog rijzen, en waarin diverse fonteinen zijn verwerkt. Het werd geplaatst in een bassin in een nieuw door Mien Ruys ontworpen bedrijfsparkje, gelegen op het terrein van de KNSM tussen de Levantkade en de Surinamekade (de KNSM-laan werd pas later aangelegd). Op 1 oktober 1956 vond de feestelijke onthulling plaats.
In 1979 verliet de rederij het KNSM-eiland en werd het gebied voor woningbouw bestemd. Omdat gevreesd werd voor vandalisme of bronsdiefstal op het goeddeels verlaten KNSM-eiland, werd de beeldengroep aan de gemeente Amsterdam aangeboden. Wethouder Heerma beloofde bij de aanvaarding er een passende plaats voor te zoeken. In september 1980 werd het beeld gedemonteerd en belandde daarna op een terrein van het Gemeentelijk Handelsdepot aan de Cruquiuskade 25, in afwachting van een definitieve bestemming. Een van de ideeën was om de beeldengroep bij het Havengebouw aan de De Ruijterkade te plaatsen. Ook was er een plan om het beeld een plaats te geven bij een tehuis voor oud-zeelieden in Egmond aan Zee, een plan waartegen veel verzet rees. Jarenlang gebeurde er niets; men wist niet wat te doen met dit grote object. In 1984 bleek het kunstobject zelfs enige tijd zoek; niemand wist waar het was en het kwam in geen enkele gemeentelijk administratie voor. Uiteindelijk werden de beelden "als oud vuil" teruggevonden aan de Cruquiuskade. In 1987 werd de douanestatus van het Gemeentelijk Handelsdepot opgeheven, waardoor het terrein geen bewaking meer zouden hebben. Een voormalige KNSM-dochter, Container Terminal Amsterdam, bood aan de beelden kosteloos op te slaan op haar terrein in het Westelijk Havengebied.
Door de niet aflatende inzet van de Kroonvaarders, de vereniging van oud-medewerkers van de KNSM, werd uiteindelijk een nieuwe plek gevonden en kon het beeld in ere worden hersteld. In 1989 werd op een kunstmatig eiland in het Oosterdok bij de Prins Hendrikkade een rechthoekige betonnen bak gemaakt, waarin de beeldengroep een plaats kreeg, te midden van het zich daar ontwikkelende 'Nautisch Kwartier'. De (tweede) onthulling vond plaats op 19 september 1989 in aanwezigheid van enkele honderden oud-KNSM'ers. Toch bleek de nieuwe plek niet ideaal. De Stichting Nautisch Kwartier was in 1990 failliet gegaan, de fonteinen haperden om de haverklap, het bassin stond regelmatig droog, plezierbootjes legden aan bij het Amphitrite-eiland, wat de beelden kwetsbaar maakte, en de museumhaven wilde op deze plek uitbreiden. Maarten Kloos, directeur van het vanaf 2003 aan de Prins Hendrikkade gevestigde architectuurcentrum ARCAM, zag de beeldengroep liever vertrekken, ook omdat deze niet ontworpen was om van bovenaf bekeken te worden, zoals toen het geval was.
In 2004 werd na overleg door diverse belanghebbenden besloten dat Amphitrite moest terugkeren naar het KNSM-eiland, waar de transformatie tot woonwijk inmiddels was voltooid. De financiering van de verplaatsing, geschat op 241.000 euro, kwam voor een groot deel voor rekening van de Kroonvaarders. Een obstakel was jarenlang de vraag wie voor de sloopkosten van het Amphitrite-eiland in het Oosterdok moest opdraaien (in 2007 geschat op € 90.000). Eind 2007 was de financiering grotendeels rond en kon de aanbesteding beginnen. Op 12 december van dat jaar werd de beeldengroep gedemonteerd en ter restauratie overgebracht naar de Bronsbeeldgieterij Binder in Haarlem. Na de restauratie werd het ensemble eind 2008, begin 2009 heropgebouwd in een nieuw aangelegd bassin in de middenberm van de KNSM-laan bij het Azartplein, dicht bij de plek waar het oorspronkelijk heeft gestaan. De derde en laatste onthulling vond plaats op 16 mei 2009.

### Reizen van Amphitrite
De beeldengroep Amphitrite maakte tussen 1956 en 2008 zes reizen en legde daarbij in totaal 114 kilometer af.
- 1956: Bronsgieterij J.E. Stöxen, Leiden → Mien Ruysplantsoen, Amsterdam (50 km)
- 1980: Mien Ruysplantsoen → Cruquiusweg (2 km)
- 1987: Cruquiusweg → Container Terminal Amsterdam (CTA), Westelijk Havengebied (12 km, per schip)
- 1989: CTA → Oosterdok (8 km, per schip)
- 2007: Oosterdok → Bronsgieterij Binder, Haarlem (20 km)
- 2008: Haarlem → KNSM-laan (22 km)

## Beschrijving
De beeldengroep bestaat uit vier bronzen beelden die in totaal 4.500 kilo wegen. De beelden stellen de godin Amphitrite op een hippocampus (paard/vis) voor, haar zoon Triton (mens/vis) met een hoorn, en verder een dolfijn en een anker. Waterstralen spuiten onder andere uit de neusgaten van de hippocampus en de dolfijn en uit de kruik van Triton. Tussen de vier bronzen beelden zijn negen zwerfkeien geplaatst, waarvan de zwaarste circa 800 kilo weegt. Op een van de rotsblokken in het bassin is een gedicht van Adriaan Roland Holst gebeiteld.
De beeldengroep staat in een betonnen waterbak van (inwendig gemeten) 12,9 × 7,9 meter. Het bassin heeft een diepte van 55 cm en bevat ongeveer 50.000 liter water. Het geheel, inclusief de ondergrondse technische ruimte (voor de bediening van de fonteinen en de verwarmingsinstallatie van het water), weegt meer dan 200 ton en is gefundeerd op zestien heipalen van circa 20 m lengte. De randen van het bassin zijn afgedekt met 60 cm brede granietplaten. Op de bassinrand zijn twee plaquettes geplaatst: de oorspronkelijke uit 1956 en een uit 2009 als herinnering aan de verplaatsing van de fontein naar de huidige locatie.
Bij de beeldengroep zijn in 2009 zes schijnwerpers geplaatst (4 witte en 2 blauwe) op twee bestaande lichtmasten.

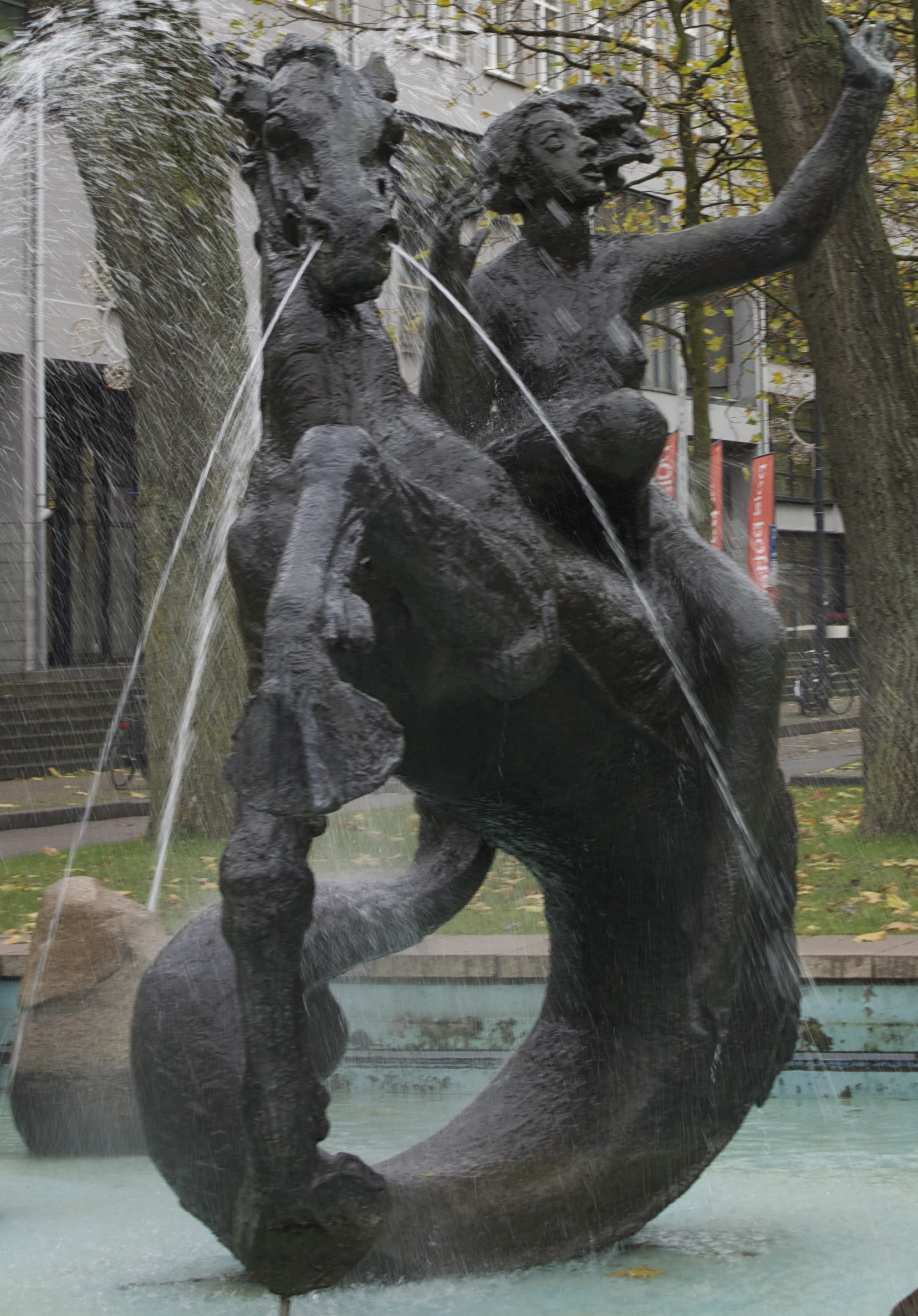
Amphitrite & hippocampus
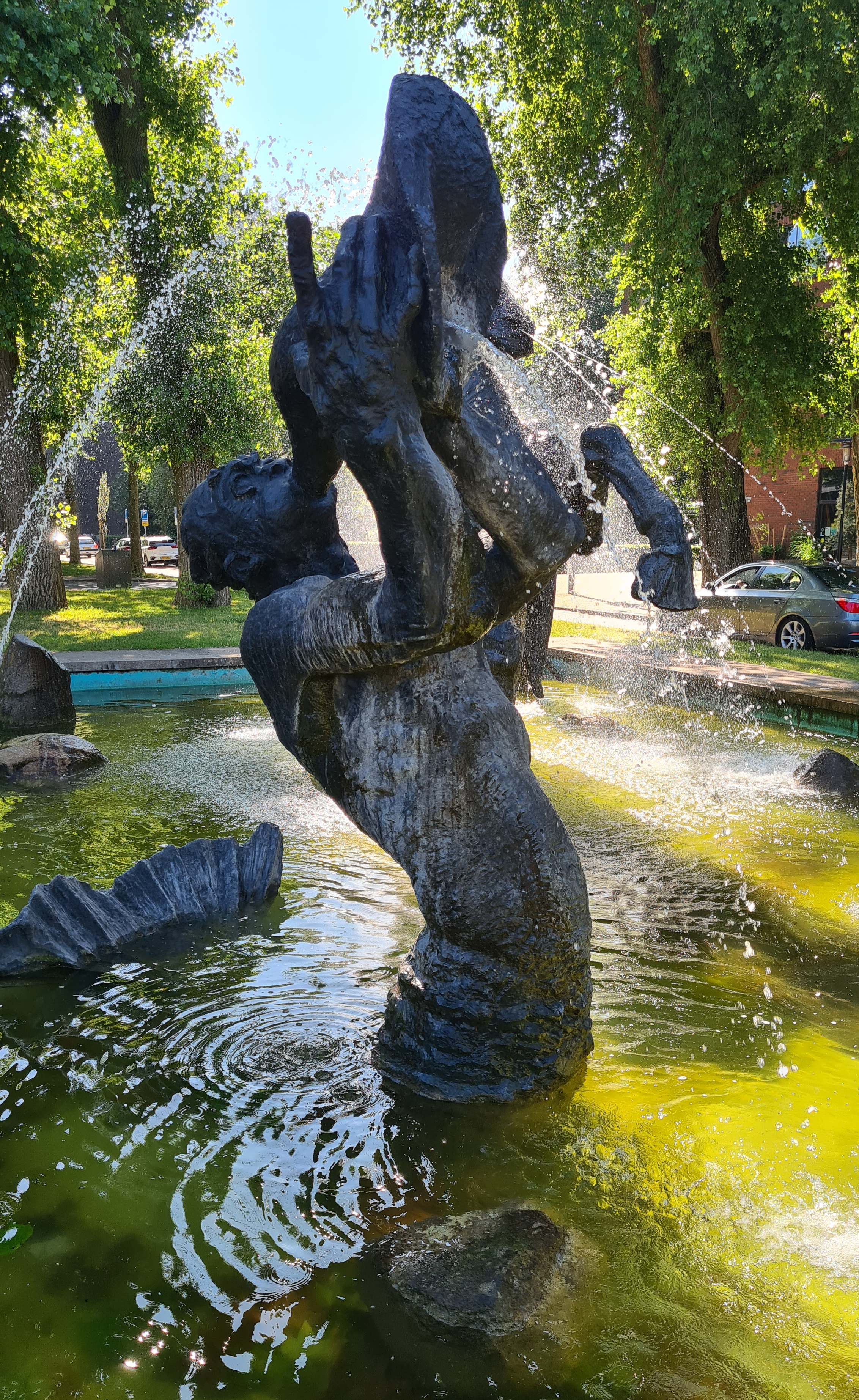
Triton met kruik
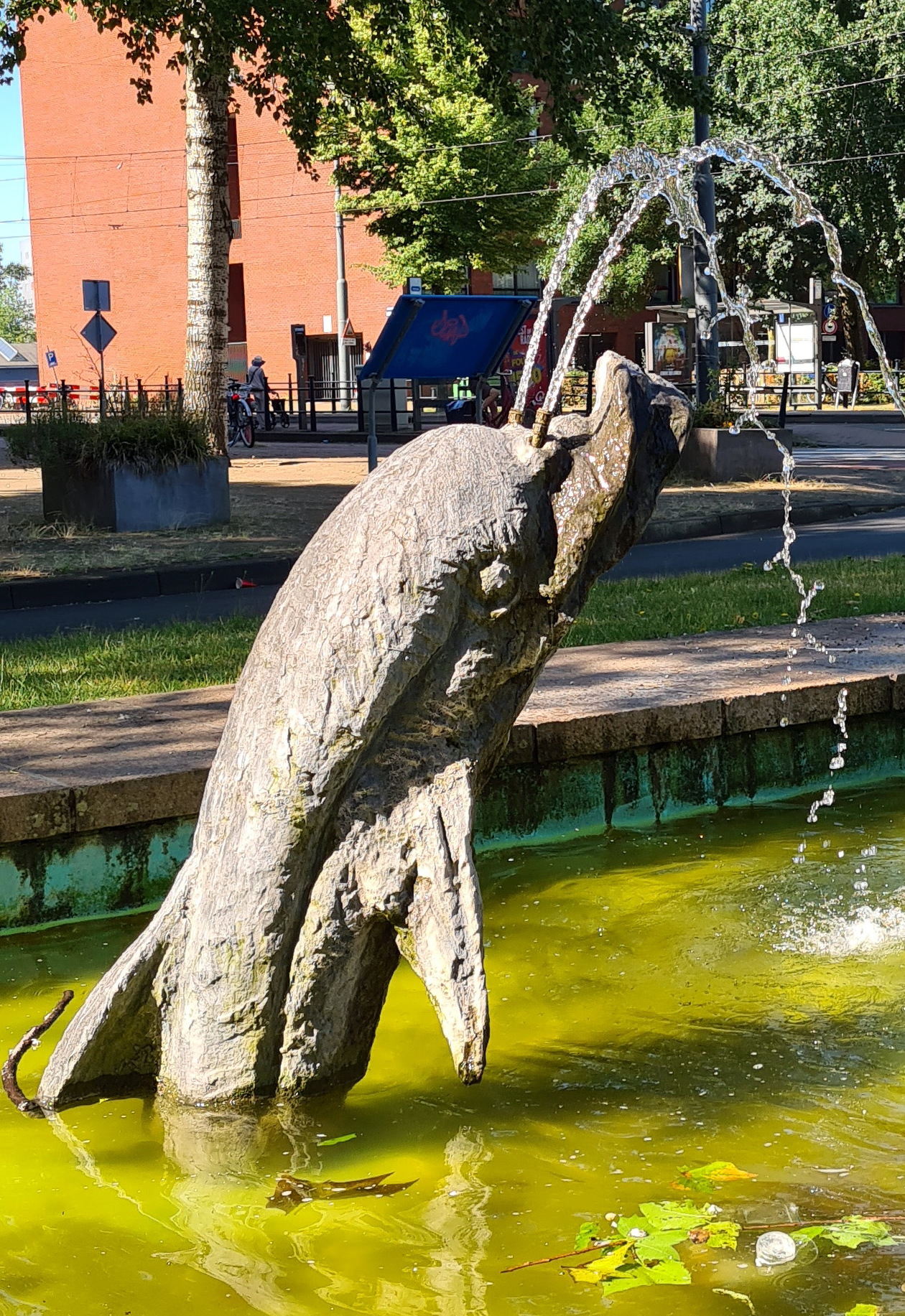
Dolfijn
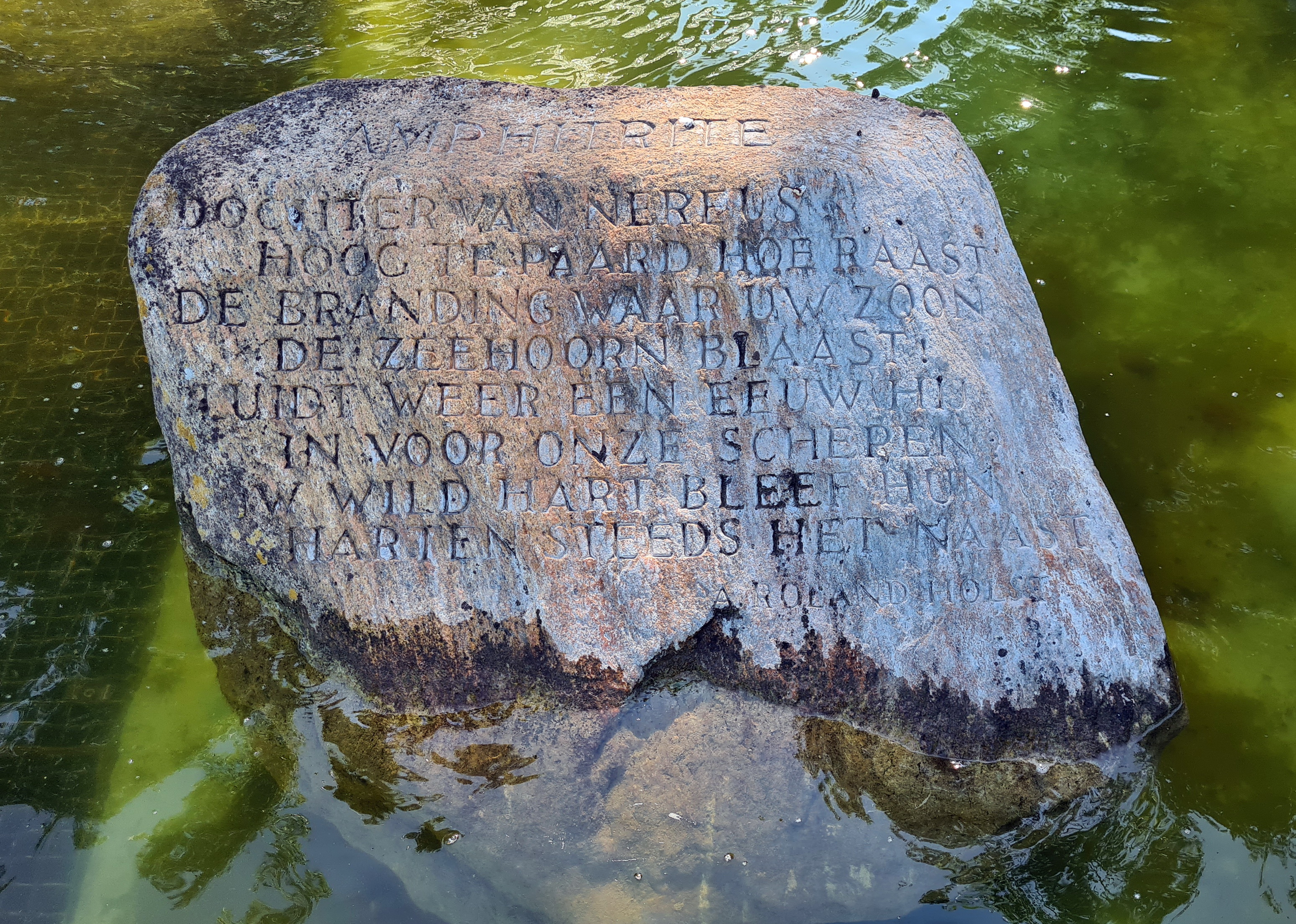
Gedicht Roland Holst
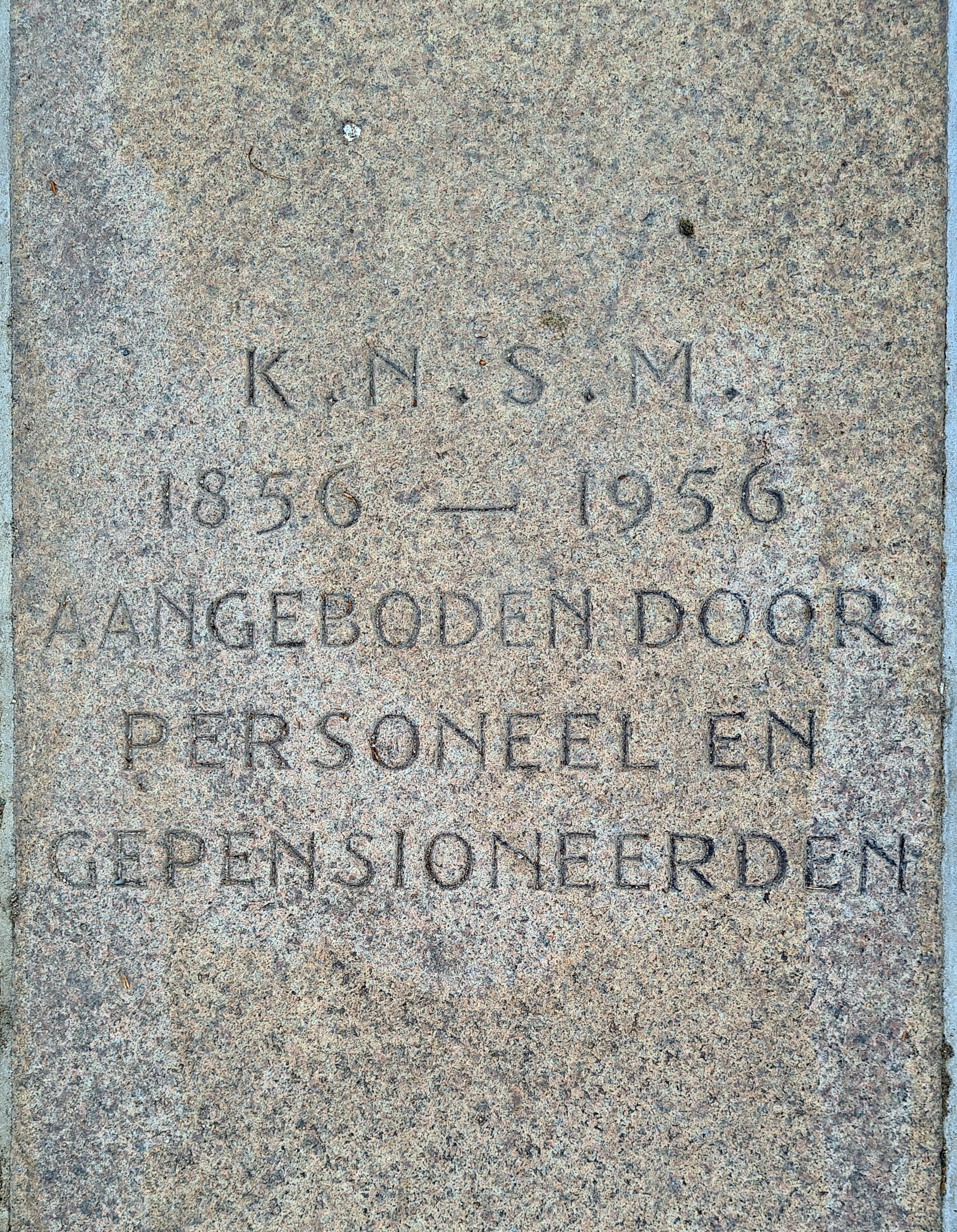
Plaquette 1956
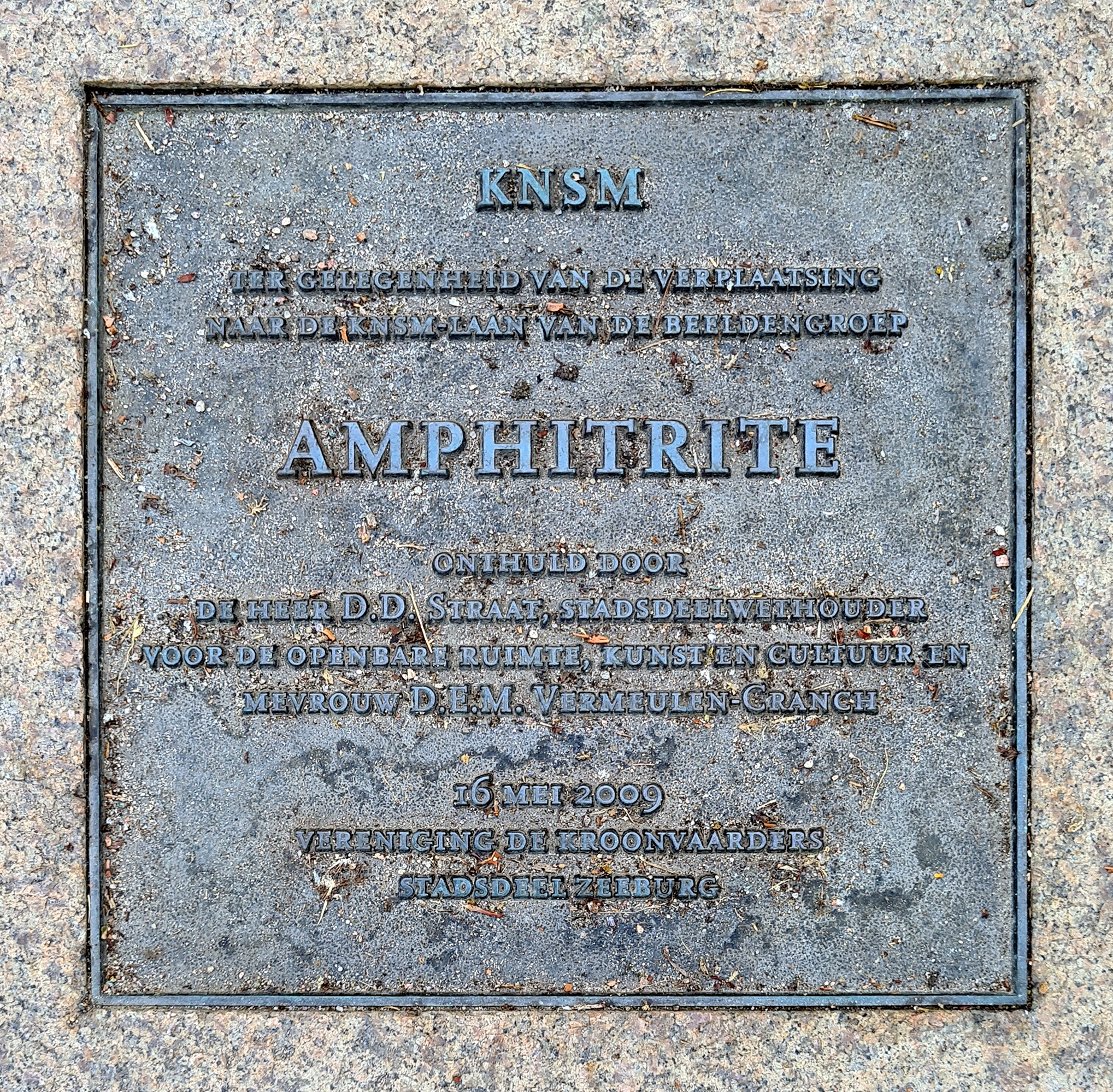
Plaquette 2009